# II. Rudolf felső-burgund király
II. Rudolf (888 – 937. július 11.) felső-burgund király 912-től, itáliai király 923-tól 926-ig, alsó-burgund király 933-tól.
Édesapja, I. Rudolf fiaként született. Itália trónját az uralkodójukkal, I. Berengárral elégedetlen főurak ajánlották fel neki és 922-ben meg is koronázták Paviában. A következő évben Piacenza mellett legyőzte és megölte Berengárt, majd Felső-Burgundia és Itália közös uralkodója lett; felváltva tartózkodott a két országban. Az itáliai főurak azonban hamarosan elégedetlenkedni kezdtek, és Provence-i Hugóba vettették bizalmukat. Rudolf , felismervén ingatag helyzetét, visszatért Burgundiába, Itália pedig Hugóé lett. A főurak egy része kisvártatva Rudolf visszahívását javasolta, mire Hugó megegyezett riválisával (kb. 931): átengedte neki Provence-t (Alsó-Burgundiát), cserébe azért, hogy mondjon le az itáliai királyságra támasztott minden igényéről. Rudolf ily módon egész Burgundiát egyesítette uralma alatt.